# Dno (obwód pskowski)
Dno (ros. Дно) – miasto w obwodzie pskowskim, w Rosji, położone 113 kilometrów na wschód od stolicy obwodu - Pskowa.
Miasto zostało założone w 1897 r. jako węzeł kolejowy, natomiast prawa miejskie otrzymało dopiero w 1925 roku.